# Ráfaga
Ráfaga este o trupă argentiniană de muzică latino înființată în 1994.
În 1997 și 1998 au participat la Midem Latino de Musica în Miami. Au cântat și în alte țări, cum ar fi Chile, Uruguay, Paraguay, Bolivia, Peru, și chiar și în Spania, la sfârșitul anului 1999 . În anul 2001 s-au dus la un turneu din America de Nord în Canada, apoi în New York, Washington și Miami.
Ei au continuat turneul, cu concerte în alte țări, cum ar fi România, Suedia, Norvegia, Elveția, China și Australia.

## Membri
- Rodrigo Tapari (solist din 2003)
- Raúl Ariel "Richard" Rosales (chitară)
- Ulises Piñeyro (claviaturi)
- Mauro Piñeyro (claviaturi)
- Marcelo "Pollo" Rodríguez (percuție)
- Omar Morel (baterie)
- Juan Carlos "Coco" Fusco (chitară bas)

## Discografie
- Soplando fuerte (1996)
- Sobrevolando América (1997)
- Ráfaga en vivo en América (1998)
- Un Fenómeno Natural (1999)
- Imparables (2000)
- Otra Dimensión (2001)
- Marca Registrada (2002)
- Lo Mejor de Ráfaga (2003)
- Vuela (2004)
- Dueños del Viento (2006)

## Turnee
- Viña del Mar (2000)
- European Tour (2000)
- Luna Park Nights (2001)
- Cultura Para Todos (2001)
- Viña del Mar (2001)
- The Farewell Tour (2004)